# STRV 1A
O STRV 1A é um satélite experimental geoestacionário britânico construído pela Defence Research Agency (DRA). Ele é operado em conjunto pela Defence Evaluation and Research Agency (DERA), Ballistic Missile Defence Organisation (BMDO) e Agência Espacial Europeia (ESA).

## História
O STRV 1A faz parte da série de satélites STRV (Space Technology Research Vehicle), são uma série de satélites experimentais adquiridos para o Ministério da Defesa do Reino Unido pela Defence Research Agency (DRA) (posteriormente Defence Evaluation and Research Agency (DERA)).
O satélite realiza experimentos para estudar os efeitos da erosão da superfície de materiais espaciais, o mesmo leva a bordo um detector de raios cósmicos, e um experimento de explosão de raios gama. Testa novas células solares e mede carga estática em suas superfícies.

## Lançamento
O satélite foi lançado com sucesso ao espaço no dia 17 de junho de 1994 às 07:07:19 UTC, por meio de um veículo Ariane-44LP H10+ a partir do Centro Espacial de Kourou, na Guiana Francesa, juntamente com os satélites Intelsat 702 e STRV 1B. Ele tinha uma massa de lançamento de 52 kg.